# Robin Overbeeke
Robin Overbeeke (ur. 21 marca 1989 w Leidschendam) – holenderski siatkarz, grający na pozycji atakującego, reprezentant Holandii. 

## Sukcesy klubowe
Mistrzostwo Holandii:
- 2011
- 2010

Mistrzostwo Belgii:
- 2012, 2015

Puchar Belgii:
- 2015[3]

Superpuchar Belgii:
- 2015

## Sukcesy reprezentacyjne
Liga Europejska:
- 2012[4]

Memoriał Huberta Jerzego Wagnera:
- 2013

## Nagrody indywidualne
- 2015: MVP i najlepszy punktujący ligi belgijskiej